# 퀘벡 노르딕스
퀘벡 노르딕스(영어 : Quebec Nordiques, 프랑스어 : Nordiques de Québec)는 1972년부터 1995년까지 퀘벡주 퀘벡을 연고지로 하는 NHL 동부 콘퍼런스 노스이스트 디비전 소속 아이스 하키팀이다.
1993년 연고지를 콜로라도주 덴버로 이전하면서 (콜로라도 애벌랜치)로 변경되었다.

## 역대 홈경기장
| 경기장         | 사용기간      | 수용인원 | 장소        | 비고 |
| -------------- | ------------- | -------- | ----------- | ---- |
| 퀘벡 노르딕스  |               |          |             |      |
| 콜로세 데 퀘벡 | 1972년~1995년 | 15,176명 | 퀘벡주 퀘벡 | 빈칸 |